# Чаячье (Новосибирская область)
Чаячье — деревня в Чистоозёрном районе Новосибирской области. Входит в состав Елизаветинского сельсовета.

## География
Площадь деревни — 35 гектаров.

## Население
| 2002 | 2007 | 2010 |
| ---- | ---- | ---- |
| 96   | ↗97  | ↘64  |

## Инфраструктура
В деревне по данным на 2007 год функционирует 1 учреждение здравоохранения.